# Giraudia ferruginea
Giraudia ferruginea är en stekelart som först beskrevs av Joseph Augustine Cushman 1935.  Giraudia ferruginea ingår i släktet Giraudia och familjen brokparasitsteklar. Inga underarter finns listade i Catalogue of Life.